# Xiongyue (sockenhuvudort i Kina, Liaoning Sheng, Yingkou, lat 40,18, long 122,12)
Xiongyue är en sockenhuvudort i Kina. Den ligger i prefekturen Yingkou och provinsen Liaoning, i den nordöstra delen av landet, omkring 210 kilometer sydväst om provinshuvudstaden Shenyang. Antalet invånare är 97 477. Befolkningen består av 47 609 kvinnor och 49 868 män. Barn under 15 år utgör 9,0 %, vuxna 15-64 år 80 %, och äldre över 65 år 9,0 %.
Runt Xiongyue är det tätbefolkat, med 297 invånare per kvadratkilometer. Närmaste större samhälle är Haixing, 11,0 km norr om Xiongyue. Trakten runt Xiongyue består till största delen av jordbruksmark.
Genomsnittlig årsnederbörd är 910 millimeter. Den regnigaste månaden är juli, med i genomsnitt 262 mm nederbörd, och den torraste är januari, med 7 mm nederbörd.